# Misiunea de Administrație Interimară a Organizației Națiunilor Unite în Kosovo

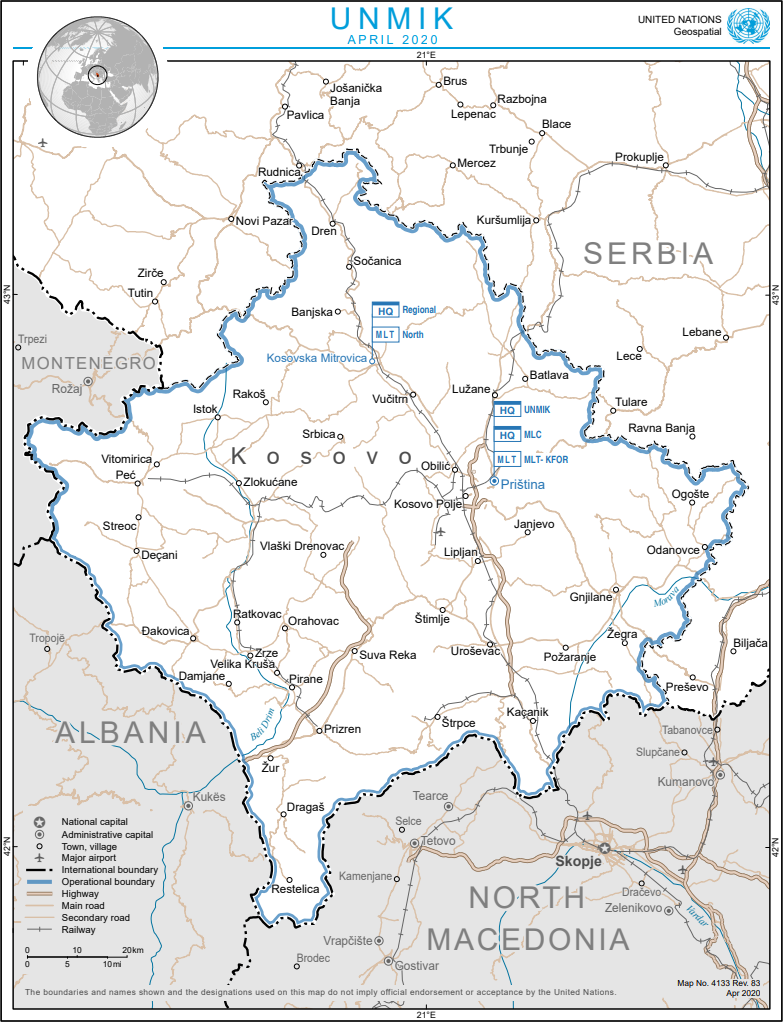
Harta infrastructurii UNMIK în Kosovo.

Misiunea de Administrație Interimară a Organizației Națiunilor Unite în Kosovo (în engleză United Nations Interim Administration Mission in Kosovo) sau UNMIK este administrația civilă interimară în Kosovo, sub autoritatea Organizației Națiunilor Unite. Misiunea a fost inițiată pe 10 iunie 1999 prin Rezoluția 1244 a Consiliului de Securitate.
Adunarea din Kosovo a adoptat uninominal declarația de independență la 17 februarie 2008, cu toate acestea Rezoluția 1244 ONU rămâne în vigoare ceea ce înseamnă că responsabilitatea finală de administrație a provinciei Kosovo încă este condusă de Reprezentantul Special.
Provincia este subiectul unei lungi dispute dintre guvernul Serbiei (iar anterior al Iugoslaviei) și populația majoritară albaneză. În timp ce Serbia a pretinde că independența provinciei Kosovo este recunoscută de către unele țări din comunitatea internațională, o majoritate din populația provinciei Kosovo susține independența, împreună cu o majoritate de țări europene.
Șeful UNMIK este Reprezentantul Special al Secretarului General ("SRSG") și este numit de către Secretarul General în conformitate cu sfaturile statelor membre ONU. Joachim Rücker, un diplomat german, a fost SRSG din septembrie 2006, înlocuindu-l pe Steven Schook, care a servit ca un pretendent SRSG de la plecarea lui Søren Jessen-Petersen, în iunie 2006.

## Structură
UNMIK a fost împărțită în patru secțiuni numite "piloni". Acestea sunt:
- Pilonul I: Justiție și poliție (condusă de ONU)
- Pilonul II: Administrație civilă (condusă de ONU)
- Pilonul III: Democratizarea și consolidarea instituțiilor (condusă de Organizația pentru Securitate și Cooperare în Europa)
- Pilonul IV: Reconstruire și dezvoltare economică (condusă de UE)

Responsabilitatea pentru punerea în aplicare a pilonilor I și II a fost transferat la instituțiile provizorii de autoguvernare din Kosovo. Cu toate acestea, ONU continuă sa monitorizeze această executare.
Ca urmare a unei restructurări interne majore ale activităților sale, structura acestui pilon a suferit o schimbare. Pilonul I a fost desființat și ca o consecință comisarul poliției și directorului Departamentului de Justiție a raportat direct la SRSG în loc de raportare la DSRSG cum a fost într-un caz mai recent. Pilonul II a fost redus la un departament al administrației civile, iar directorul să, de asemenea raporta direct la SRSG.
UNMIK supraveghea o forță de poliție internațională ONU, cu un număr de aproximativ 1.985, care include și unități de poliție.
O forță condusă de NATO, numită KFOR (Forțele din Kosovo) oferă prezență a securității internaționale sprijinind activitate UNMIK, însă nu este subordonată Uniunii Europene.

## Obiective
Conform rezoluției 1244, sarcinile UNMIK, sunt:
- îndeplinirea funcțiilor administrației civile de bază;
- promovarea înființării unei auto-guvernări autonome substanțiale în Kosovo;
- facilitarea unui proces politic pentru a determina statutul viitor Kosovo;
- coordonarea umanitară și îndreptarea dezastrelor tuturor agențiilor internaționale;
- sprijinirea reconstrucției cheie a infrastructurii;
- menținerea ordinii civile și legionare
- susținerea drepturilor omului
- asigura condițiilor de siguranță și a revenirii nestingherite tuturor refugiaților și a persoanelor strămutate la casele lor din Kosovo.